# (4230) van den Bergh
(4230) van den Bergh – planetoida należąca do zewnętrznej części pasa głównego asteroid okrążająca Słońce w ciągu 7 lat i 318 dni w średniej odległości 3,95 j.a. Została odkryta 19 września 1973 roku w Obserwatorium Palomar przez Cornelisa van Houtena i Toma Gehrelsa. Nazwa planetoidy pochodzi od Sidneya van den Bergha, kanadyjskiego astronoma. Przed nadaniem nazwy planetoida nosiła oznaczenie tymczasowe (4230) 1973 ST1.